# K17
K17 is een studioalbum van Steve Jolliffe. In 2003 eindigde de internationale sololoopbaan van Jolliffe; er was voor hem geen platencontract meer weggelegd. Toch bleven er regelmatig albums via cd-r verschijnen van een muzikant die steeds meer de obscuriteit in verdween.
K17 is een type synthesizer, die Jolliffe zelf thuis in elkaar had gezet. De muziek van het album is een aaneenschakeling van stukjes muziek, die langzaam in elkaar overvloeien. Er zijn allerlei invloeden vanuit andere bands uit de elektronische muziek. Soms is het Tangerine Dream, soms Mind over Matter. Album noch de synthesizer zelf werden een succes.

## Musici
- Steve Jolliffe – synthesizer

## Muziek
| Nr. | Titel           | Duur  |
| --- | --------------- | ----- |
| 1.  | K 17 (part one) | 21:01 |
| 2.  | K17 (part two)  | 52:03 |